# Ma liberté
Pistes de N°2 Bobino
Quand j'aurai du vent dans mon crâne Prélude : extrait du Dormeur du val'
Pistes de Bobino 70
Requiem pour n'importe qui Eden blues
Ma liberté est une chanson écrite par Georges Moustaki pour Serge Reggiani, qui l'enregistre en 1967.
Georges Moustaki enregistre à son tour Ma liberté dans une version enregistrée en public en 1970. La chanson a été depuis plusieurs fois reprises par d'autres interprètes. 

## Histoire de la chanson
C'est par l'entremise de la chanteuse Barbara que Georges Moustaki (déjà connu comme auteur-compositeur pour Édith Piaf) et Serge Reggiani se rencontrent. Comédien, ce dernier a déjà enregistré, en 1964, un album 33 tours ou il chante Boris Vian, puis, en 1966, un double 45 tours où il dit Jacques Prévert, qui obtiennent un succès certain auprès de la critique comme du public. Bien que l'interprète éprouve plus de difficultés sur scène où le trac l'envahit parfois, ce début prometteur encourage Reggiani à poursuivre dans la chanson. Georges Moustaki lui propose plusieurs chansons qu'il accepte, comme Ma liberté, Ma solitude, ou encore Sarah (connue également sous l'intitulé du début du texte La femme qui est dans mon lit),,,. Serge Reggiani enregistre ses chansons pour son deuxième album (qu'il complète avec des textes d'autres auteurs, Vian et Dabadie notamment), N°2 Bobino qui parait en 1967 sous le label Productions Jacques Canetti. Le thème de Ma liberté rentre en résonance auprès des étudiants avec les événements de mai 68 et la remise en cause qui suit des itinéraires traditionnels post-université. Un 45 tours microsillon comprenant 4 titres sort également en 1969.
Moustaki n’a jamais enregistré ce titre en studio mais il l'interprète en 1970, trois ans après Serge Reggiani, sur scène, à Bobino de nouveau, dans un concert enregistré qui donne lieu à un album, Bobino 70 (une première interprétation de Moustaki, dès 1969, se trouve aussi dans les archives de l’INA). C'est son premier grand concert en solo, lui qui s'était tenu précédemment dans l'ombre d'autres interprètes, jusqu'à la création d'un titre, Le Métèque, qu'il a tenu à chanter lui-même, et qui a été un grand succès.

## Thème de la chanson et variations
Sans qu'on sache pourquoi, les versions de Serge Reggiani et de Georges Moustaki diffèrent légèrement y compris dans le texte, sans que le sens en soit profondément modifié. 
Par exemple, Georges Moustaki chante : «.... Ma liberté / Devant tes volontés / Mon âme était soumise / Ma liberté / Je t'avais tout donné ... »,
Là où Reggiani chante : «... Ma liberté / Devant tes volontés / Ma vie était soumise / Ma liberté / Je t'avais tout prêté .. ».
Est-ce Reggiani qui adapte légèrement la proposition de Moustaki, ou Moustaki qui apporte quelques variations infimes sur son texte initial ? Le thème est dans les deux cas le même : il porte sur les aspects positifs et négatifs d’une vie de liberté (qui permet de  « larguer les amarres » mais apporte aussi son lot de souffrance « pour pouvoir satisfaire [ses] moindres exigences »). Et dans le final, il est expliqué comment le choix d'une vie de liberté a été trahi en définitive en choisissant de s’enfermer dans une prison mais une « prison d’amour » gardée par une « belle geôlière ». Chacun des chanteurs apporte sa sensibilité, avec pour Reggiani une interprétation légèrement plus dramatique, plus nostalgique, comprenant davantage de vibrato dans la voix, alors que la voix de Moustaki est très posée, presque soumise, et l'accompagnement musical plus centré sur la guitare.

## Reprises
- 2011 : Chimène Badi sur l'album Gospel & Soul[10].
- 2014 : Isabelle Boulay sur l'album Merci Serge Reggiani[11].
- 2015 : Yuri Buenaventura sur l'album Paroles[12].

### Dans les autres médias
On peut entendre Ma liberté dans d'autres œuvres, notamment  dans des bandes sons télévisuelles ou cinématographiques comme en 2016 dans Willy 1er de Marielle Gautier, Hugo P. Thomas, Ludovic et Zoran Boukherma).